# 熊本北合志警察署
熊本北合志警察署（くまもときたこうしけいさつしょ）は、熊本県警察所管の警察署である。

## 所管区域
- 熊本市北区全域
- 合志市全域

## 所在地
- 熊本県熊本市北区飛田4丁目10番19号

## 沿革
- 2018年（平成30年）4月1日 - 熊本都市圏の警察署再編[1]に伴い、熊本中央警察署から熊本市北区（植木町を除く）の区域、山鹿警察署から熊本市北区植木町の区域、大津警察署から合志市の区域をもって新設。

## 交番・駐在所
| 名称           | 読み           | 所在地                       |
| -------------- | -------------- | ---------------------------- |
| 清水交番       | しみず         | 熊本市北区高平2丁目26-26     |
| 武蔵楠交番     | むさしくすのき | 熊本市北区武蔵ケ丘4丁目16-18 |
| 龍田交番       | たつだ         | 熊本市北区龍田7丁目21-5      |
| 新地交番       | しんち         | 熊本市北区清水新地5丁目1-1   |
| 川上交番       | かわかみ       | 熊本市北区鹿子木町149-2      |
| 植木交番       | うえき         | 熊本市北区植木町舞尾631番地2 |
| 合志交番       | こうし         | 合志市幾久富1758-398         |
| 須屋交番       | すや           | 合志市須屋2505-2             |
| 植木温泉駐在所 | うえきおんせん | 熊本市北区植木町米塚462−7    |
| 竹迫駐在所     | たかば         | 合志市竹迫2003-5             |
| 野々島駐在所   | ののしま       | 合志市野々島4789-1           |